# 下之一色町
下之一色町（しものいっしきちょう）は、かつて愛知県愛知郡に存在した町である。現在の名古屋市中川区の一部である。庄内川と新川に挟まれた地域であり、漁業の町として栄えた。

## 概要
1912年（大正元年）には下之一色魚市場が開設され、1959年（昭和34年）の伊勢湾台風で漁業権の放棄が行われた後も、下之一色魚市場では朝市が行われるなど海産物の取引拠点となっていた。しかし、下之一色魚市場の建物が、新川の堤防改修のために取り壊されることになり、2021年（令和3年）3月13日に営業を終了した。

## 沿革
- 1768年（明和5年） - 庄内川の改修により、庄内川東岸であった下之一色村は西岸となる。
- 江戸時代末期、この地域は犬山藩領、尾張藩領であった。
- 1889年（明治22年）10月1日 - 町村制施行により、下之一色村が成立する。
- 1910年（明治43年）1月12日 - 下之一色青物市場が設置される[2]。
- 1912年（大正元年）11月26日 - 字南切に下之一色魚市場が設立される[3]。組合員の出資により三盛社が設立され、これが経営にあたった[3]。仲買人は約20人おり、鮮魚を扱った[3]。
- 1917年（大正6年）7月6日 - 町制施行し、下之一色町となる。
- 1937年（昭和12年）
  - 3月1日 - 名古屋市に編入され、名古屋市南区の一部となる。
  - 10月1日 - 名古屋市の区が再編され、旧・下之一色町は新設された名古屋市中川区の一部となる。区画整理によって一色新町となった地区を除いて編入後も字名が残っている。

## 教育

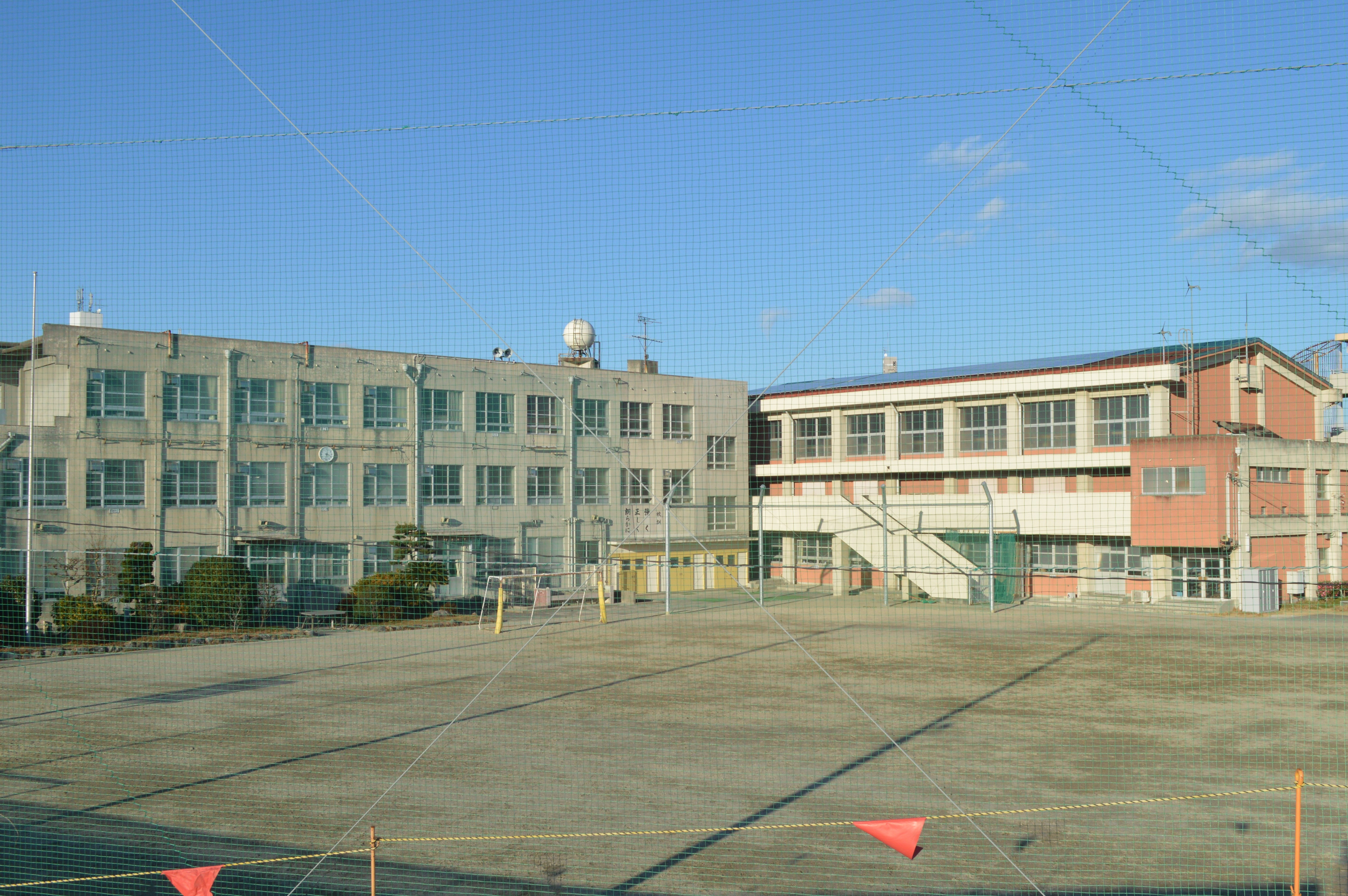
現在の名古屋市立正色小学校

- 正色尋常高等小学校

## 交通
下之一色電車軌道・築地電軌・下之一色駅
現在の公共交通機関としては、名古屋市営バスの「権野」停留所または「一色大橋」停留所がある。三重交通バスの「一色大橋」停留所も名古屋市営バスの停留所と同じ場所にあり、利用可能。

## 名所・旧跡

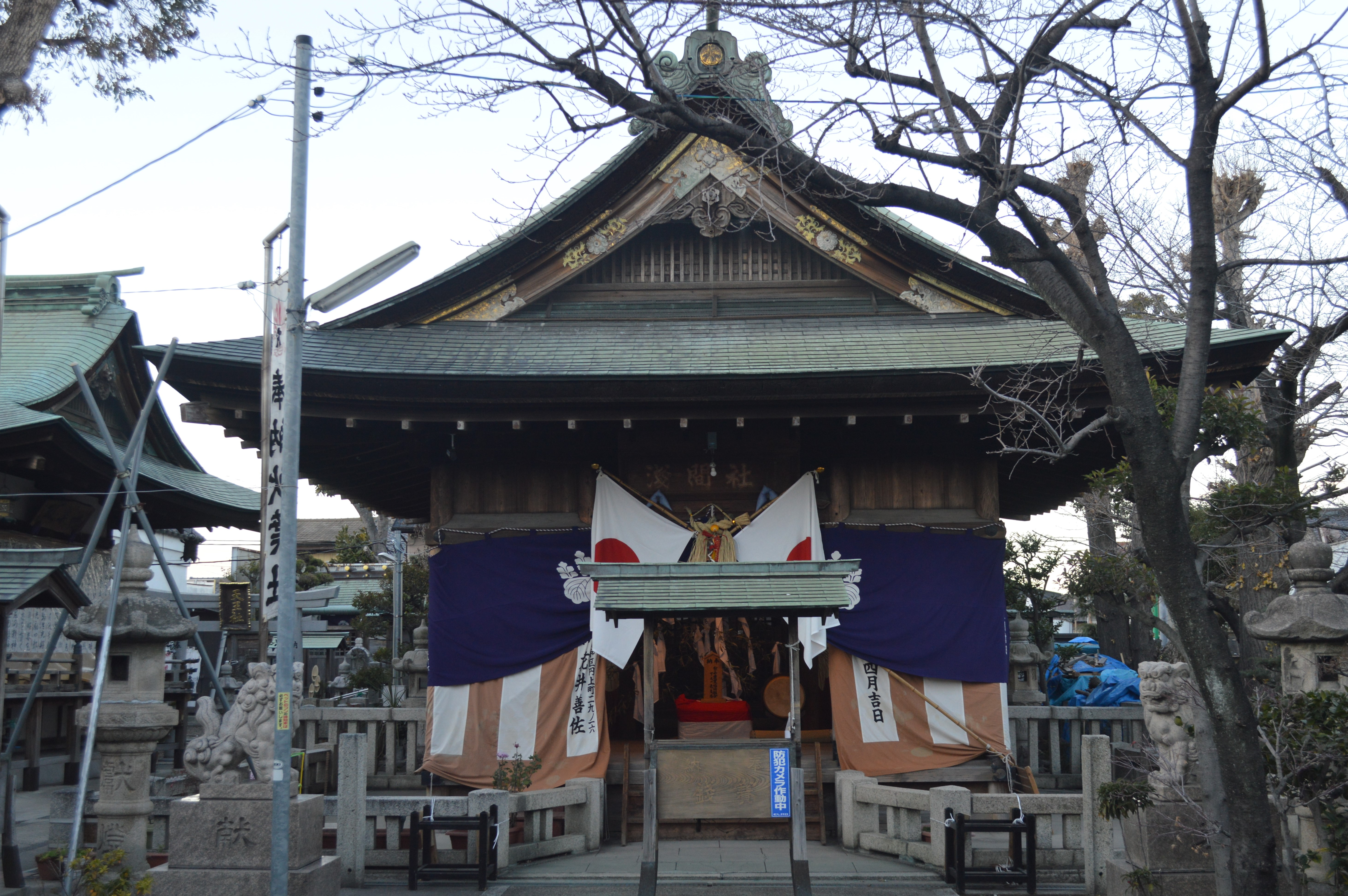
浅間社

- 青峰堂
- 正雲寺
- 瑞因寺
- 西大寺
- 浅間社
- 下之一色城址